# 圣雅各伯堂 (托莱多)

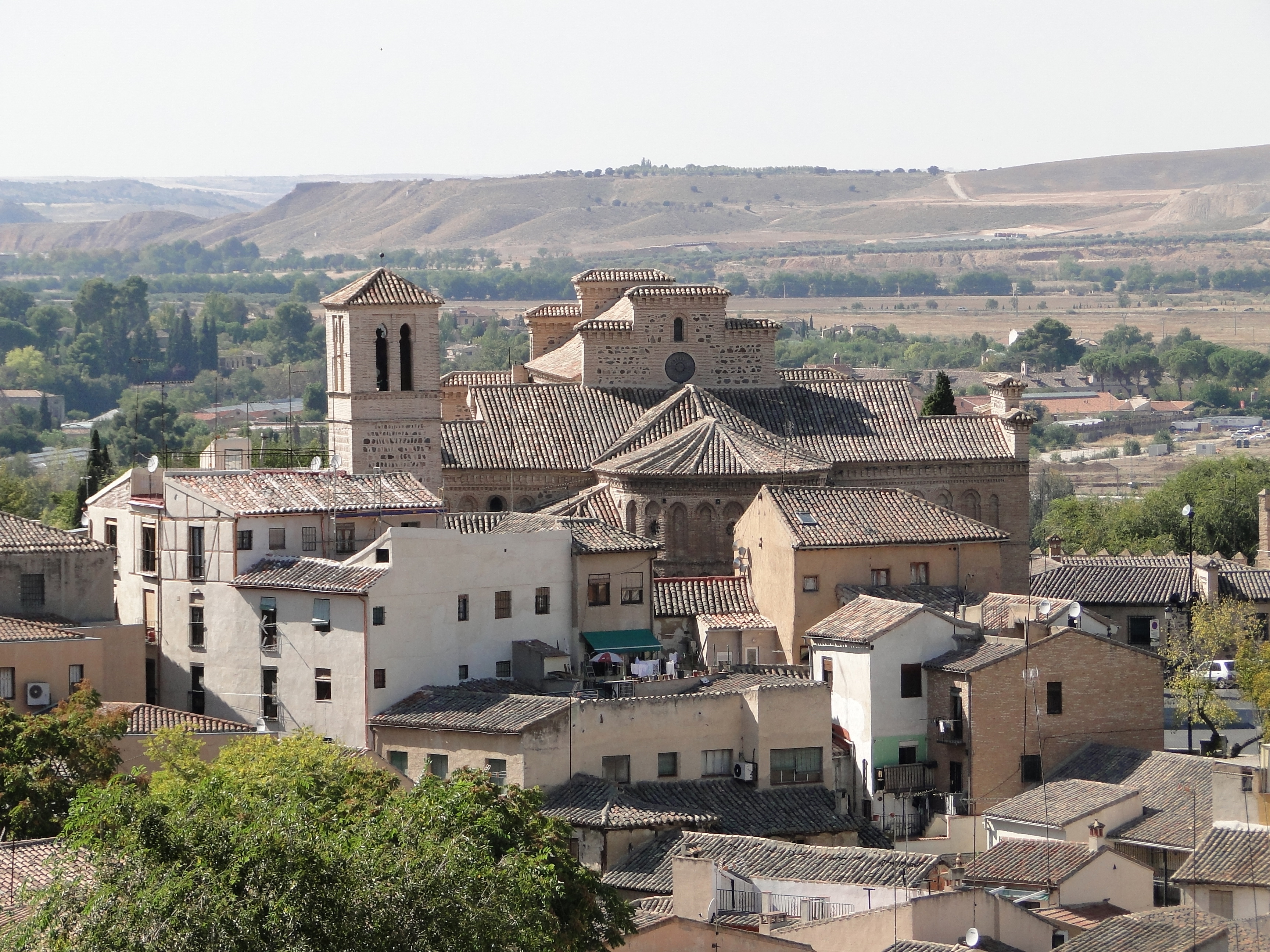

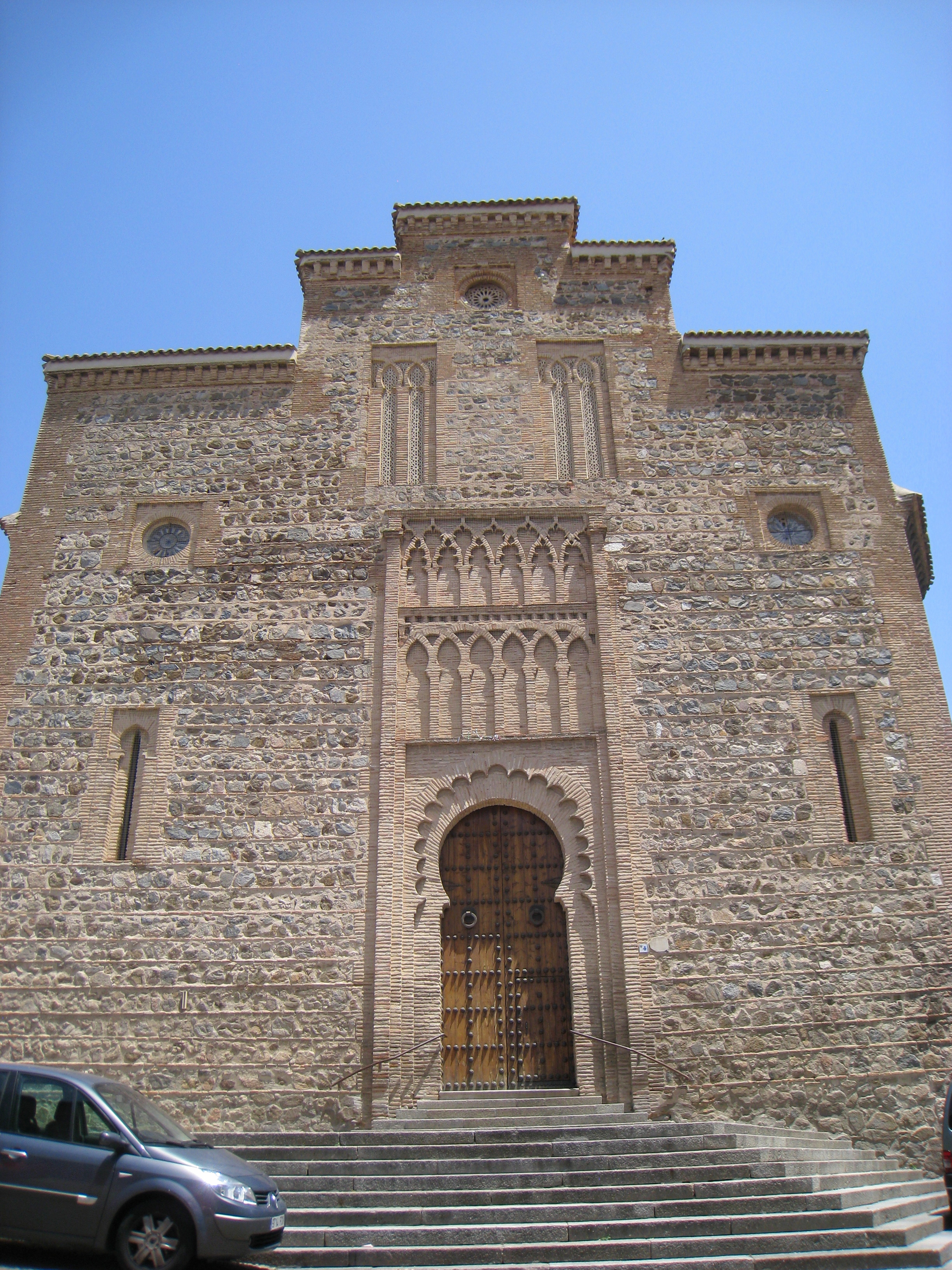

圣雅各伯堂（Santiago del Arrabal）是西班牙托莱多的一座教堂，建于1245-1248年，在桑乔二世的命令下，在一座早期建筑的遗址上，可能是一座清真寺。 
伊斯兰建筑的许多特点，例如马蹄拱，仍保留在现在的穆德哈尔建筑中。
教堂供奉圣雅各伯（西班牙语："Santiago"），“德尔阿拉巴尔”（del Arrabal）是一个来源于阿拉伯语的西班牙语词汇，是指它位于托莱多郊区的位置。教堂创建期间的赞助人是圣雅各骑士团的指挥官迪奥斯达多家族。